# Amon: Feasting the Beast
Amon: Feasting the Beast è una compilation edita dalla band statunitense di death metal Deicide. I pezzi in essa contenuti sono le versioni demo delle canzoni che la band registrò quando si chiamava Amon.
Durante quel periodo la band era ancora alla ricerca di un proprio sound e questa è la ragione per cui alcune delle canzoni hanno sonorità death metal mentre altre hanno sonorità più riconducibili al thrash metal.

## Tracce
1. Lunatic of God's Creation – 2:51
2. Sacrificial Suicide – 2:56
3. Crucifixation – 3:49
4. Carnage in the Temple of the Damned – 3:07
5. Dead by Dawn – 4:00
6. Blaspherereion – 4:16
7. Feasting the Beast (Intro) – 0:51
8. Sacrificial Suicide – 2:57
9. Day of Darkness – 2:12
10. Oblivious to Nothing – 2:48

## Formazione
- Glen Benton - voce, basso
- Brian Hoffman - chitarra
- Eric Hoffman - chitarra
- Steve Asheim - batteria